# Amédée Ozenfant
Amédée Ozenfant (15. dubna 1886 Saint-Quentin – 4. května 1966 Cannes) byl francouzský malíř a jeden ze zakladatelů uměleckého puristického hnutí, které založil spolu se švýcarským architektem Le Corbusierem. Toto hnutí navazovalo na kubismus, ale kladlo důraz na práci s čistými základními geometrickými tvary a určitým způsobem je komponovalo do celku. Ozenfant purismus uplatňoval v malbě a Corbusier v malbě i architektuře.
Ozenfant byl také významným teoretikem, lektorem a uměleckým kritikem dvacátého století. Vyučoval na uměleckých školách, například v Paříži, Londýně a New Yorku. Spolu s Le Corbusierem a Paulem Derméem založil známý časopis L'Esprit Nouveau (Nový duch), který vycházel v letech 1920 až 1925 a stal se jednou z výrazných evropských platforem moderního umění a architektury.
Ozenfantovy obrazy jsou vystaveny v mnoha muzeích po celém světě. Patří mezi ně Guggenheimovo muzeum v New Yorku, Louvre v Paříži nebo Tate Gallery v Londýně.

## Studium a kariéra
Amédée Ozenfant se narodil 15. dubna 1886 v měšťanské rodině v Saint-Quentin v Aisne. Byl nejstarším synem Marie-Thérèse Saugnierové a Juliena Ozenfanta, který jako jeden z prvních použil železobetonový systém Françoise Hennebiqueho. Jeho matka velmi podporovala rozvoj jeho uměleckého nadání. V letech 1901 až 1904 studoval na dominikánské koleji v Saint-Elme v Arcachonu a poté na Captier v San Sebastianu. Po dokončení studia se vrátil do Saint-Quentin, kde začal malovat akvarely a pastely.
V roce 1904 se zúčastnil kurzu kreslení vedeného Julesem-Alexandrem Patrouillardem Degravem na Ecole Municipale de Dessin Quentin Delatour v Saint-Quentinu. V roce 1905 se začal vzdělávat v dekorativním umění v Paříži, kde byli jeho učiteli Maurice Pillard Verneuil a později Charles Cottet.
V roce 1907 se zapsal na Académie de La Palette v Paříži, kde studoval u Jacquese-Emila Blanche. Spřátelil se s Rogerem de La Fresnaye a André Dunoyerem de Segonzac, kteří byli jeho spolužáky. V roce 1908 začal samostatně vystavovat v Salon de la Société Nationale des Beaux-Arts, o dva roky později v Salon d'Automne a v roce 1911 vystavoval v Salon des Indépendants.
V letech 1909 až 1913 cestoval do Ruska, Itálie, Belgie a Nizozemí a navštěvoval přednášky na Collège de France v Paříži.
Od roku 1924 sdílel umělecké studio Académie Moderne v Paříži s Alexandrou Exterovou, Marií Laurencinovou a Fernandem Légerem, kde všichni vyučovali. Ozenfant pak učil i na mnoha jiných místech. Od roku 1932 to byla jeho Académie Ozenfant, kterou pak od roku 1935 do roku 1938 provozoval také v Londýně jako Academy of Fine Arts. Mezi jeho studenty v Londýně patřily malířky Leonora Carringtonová, Sari Dienesová a Stella Sneadová. Od roku 1939 do roku 1955 působil Ozenfant na School of Fine Arts v New Yorku a přednášel na mnoha místech v USA. Mezi studenty v New Yorku patřili jeho asistent Chaim Koppelman, Kanaďanka Madeleine Laliberté a Íránec Manoucher Yektai. V roce 1955 se vrátil zpátky do Francie, kde zůstal až do své smrti v roce 1966 v Cannes.

## Puristické hnutí

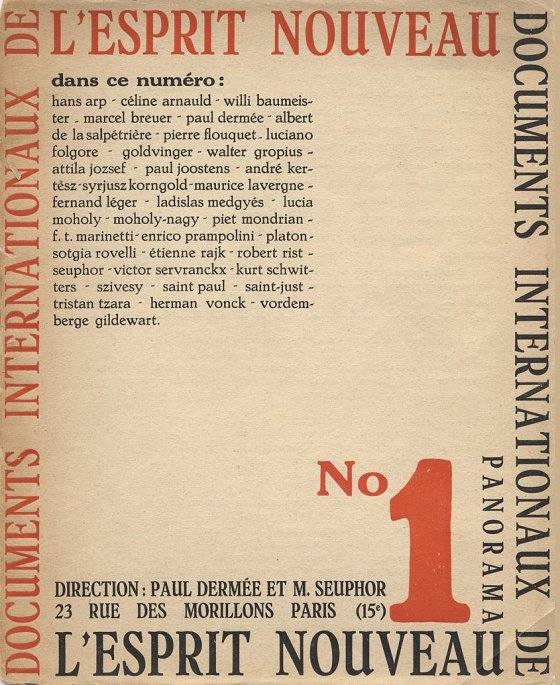
Časopis ĽEsprit Nouveau (Nový duch)

V roce 1915 založil Amédée Ozenfant ve spolupráci s Maxem Jacobem a Guillaumem Apollinairem časopis L'Elan, který redigoval až do roku 1916. Právě zde publikoval první články o své teorii purismu.
V roce 1917 se setkal se švýcarským architektem a malířem Le Corbusierem (vlastním jménem Charles-Édouard Jeanneret). Spřátelili se, diskutovali spolu o umění a společně napsali a publikovali manifest Aprés le cubisme (česky Po kubismu). V tomto manifestu nastínili teorii nového uměleckého směru purismu, který klade důraz na práci s čistými základními geometrickými tvary a určitým způsobem je komponuje do celku. Ozenfant pak purismus uplatňoval v malbě a Le Corbusier v malbě i své architektonické tvorbě.

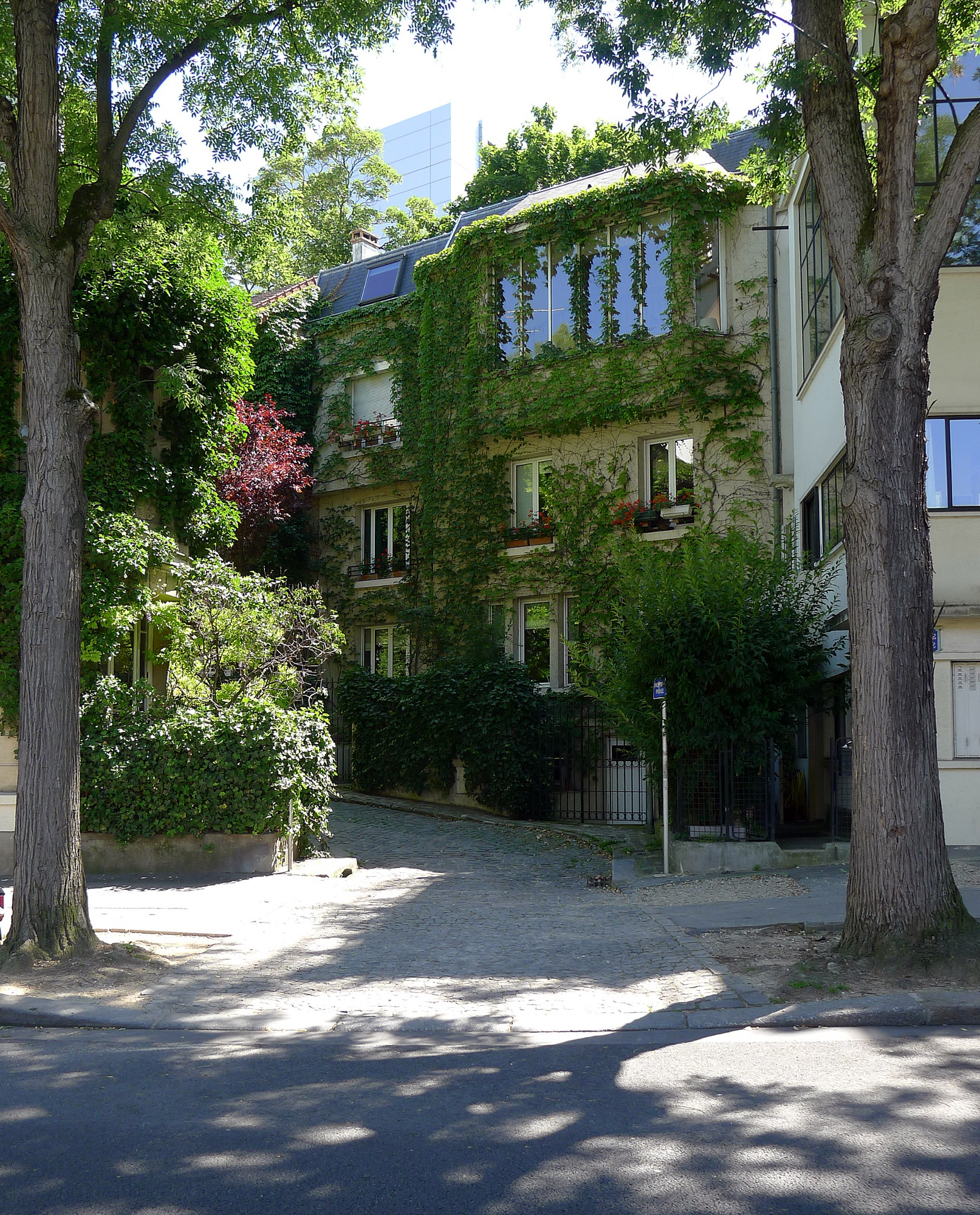
Vpravo Ozenfantovo studio na křižovatce Square de Montsouris a Avenue Reille v Paříži

Vydání manifestu se časově shodovalo s první puristickou výstavou konanou v roce 1917 v Galerii Thomas v Paříži, na které Ozenfant vystavoval. Druhá puristická výstava se konala v roce 1921 v Galerii Druet v Paříži a Ozenfant zde opět vystavoval svá díla.
Další společnou prací Ozenfant a Le Corbusiera byl kulturní měsíčník ĽEsprit Nouveau (Nový duch), který vycházel v jejich redakci v letech 1919–1925. Časopis zahrnoval celou širokou škálu témat a myšlenek, od umění, literatury, architektury a vědy. Jeho cílem bylo šířit jejich představy o malbě a architektuře mezi uměleckou veřejností. Stal se jednou z výrazných evropských platforem moderního umění a architektury.
V roce 1922 navrhl Le Corbusier pro Ozenfanta bytový dům a studio se zavěšenou fasádou na křižovatce Square de Montsouris a Avenue Reille v Paříži, naproti vodní nádrži Montsouris.
V roce 1925 Ozenfant a Le Corbusier napsali knihu La Peinture moderne. V roce 1928 Ozenfant vydal knihu Art, která byla v roce 1931 publikována anglicky pod názvem The Foundations of Modern Art. V ní obsáhle vysvětlil svou teorii purismu.

## Používání barev
V raných puristických manifestech byla barva považována za druhotnou ve srovnání s formou. Během pobytu v Anglii však Ozenfant vytříbil své představy o barvách a nastínil je v šesti článcích pro časopis Architectural Review. Barvu začal považovat za základní prvek architektury a tvrdil, že barva vždy mění formu budovy a měla by se jí věnovat větší pozornost.
Jeho myšlenky o důležitosti barev byly částečně ovlivněny Paulem Signacem a jeho teorií o divizionismu. Signac tvrdil, že neoimpresionistická technika nanášení tahů štětcem dosahuje maximálního jasu, barev a harmonie. Na rozdíl od technik používaných dřívějšími impresionisty zůstávaly barevné skvrny zřetelné a při pohledu z dálky se prolínaly. V tomto případě, kdy nedojde ke splynutí barev, se interakce nazývá simultánní kontrast a barvy se navzájem ovlivňují pouze svou blízkostí. Tato technika zabraňuje ztmavnutí, ke kterému dochází, když se barevné skvrny skutečně sbíhají. Tuto techniku doporučoval Ozenfant pro dosažení barevného klidu v architektuře. Své myšlenky o barvách publikoval v Anglii v řadě článků krátce po druhé světové válce a ovlivnil tak tvorbu mnoha umělců té doby.

## Sbírky obrazů Amédée Ozenfanta
- Guggenheimovo muzeum - jedna z nejznámějších galerií moderního umění na světěGuggenheimovo muzeum (New York)
- Muzeum umění (Honolulu)

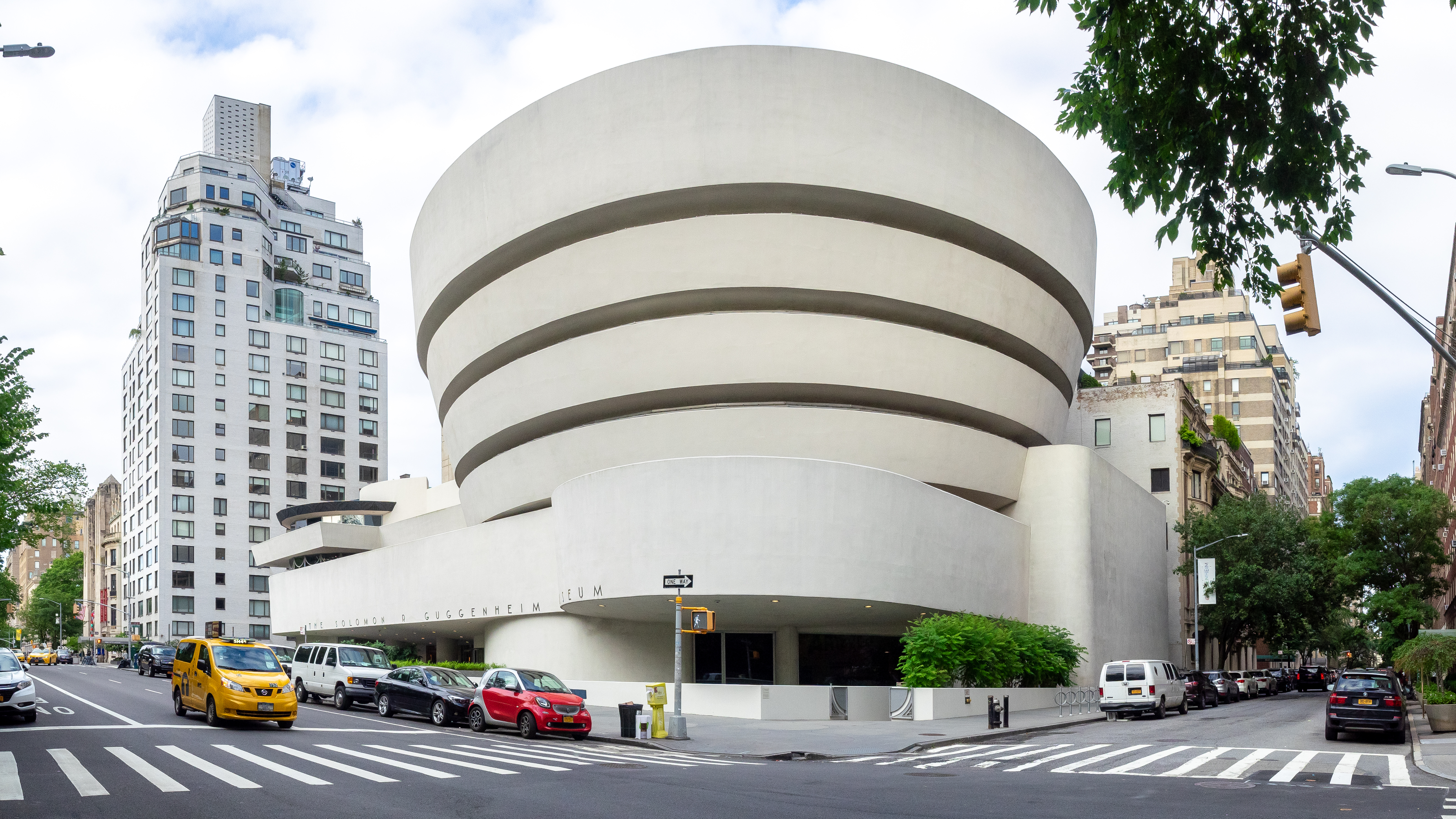
Guggenheimovo muzeum - jedna z nejznámějších galerií moderního umění na světě

- Umělecké muzeum v Basileji (Švýcarsko)
- Louvre (Paříž)
- Muzeum moderního umění (New York City)
- Muzeum Sztuki (Lodž, Polsko)
- Australská národní galerie (Canberra)
- Muzeum umění ve Filadelfii
- Muzeum moderního umění v San Franciscu
- Tate Gallery (Londýn)
- Walker Art Center (Minnesota)